# Вирфурі
Вирфурі (рум. Vârfuri) — село у повіті Димбовіца в Румунії. Адміністративний центр комуни Вирфурі.
Село розташоване на відстані 86 км на північний захід від Бухареста, 19 км на північ від Тирговіште, 62 км на південь від Брашова.

## Населення
За даними перепису населення 2002 року у селі проживали 368 осіб, усі — румуни. Усі жителі села рідною мовою назвали румунську.